# FK Bałkan Bełogradczik
FK Bałkan Bełogradczik – bułgarski klub piłkarski z siedzibą w Bełogradcziku założony w 1921 roku. Swoje mecze rozgrywa na stadionie Gradskim o pojemności 4 000 widzów.